# Bob Corker

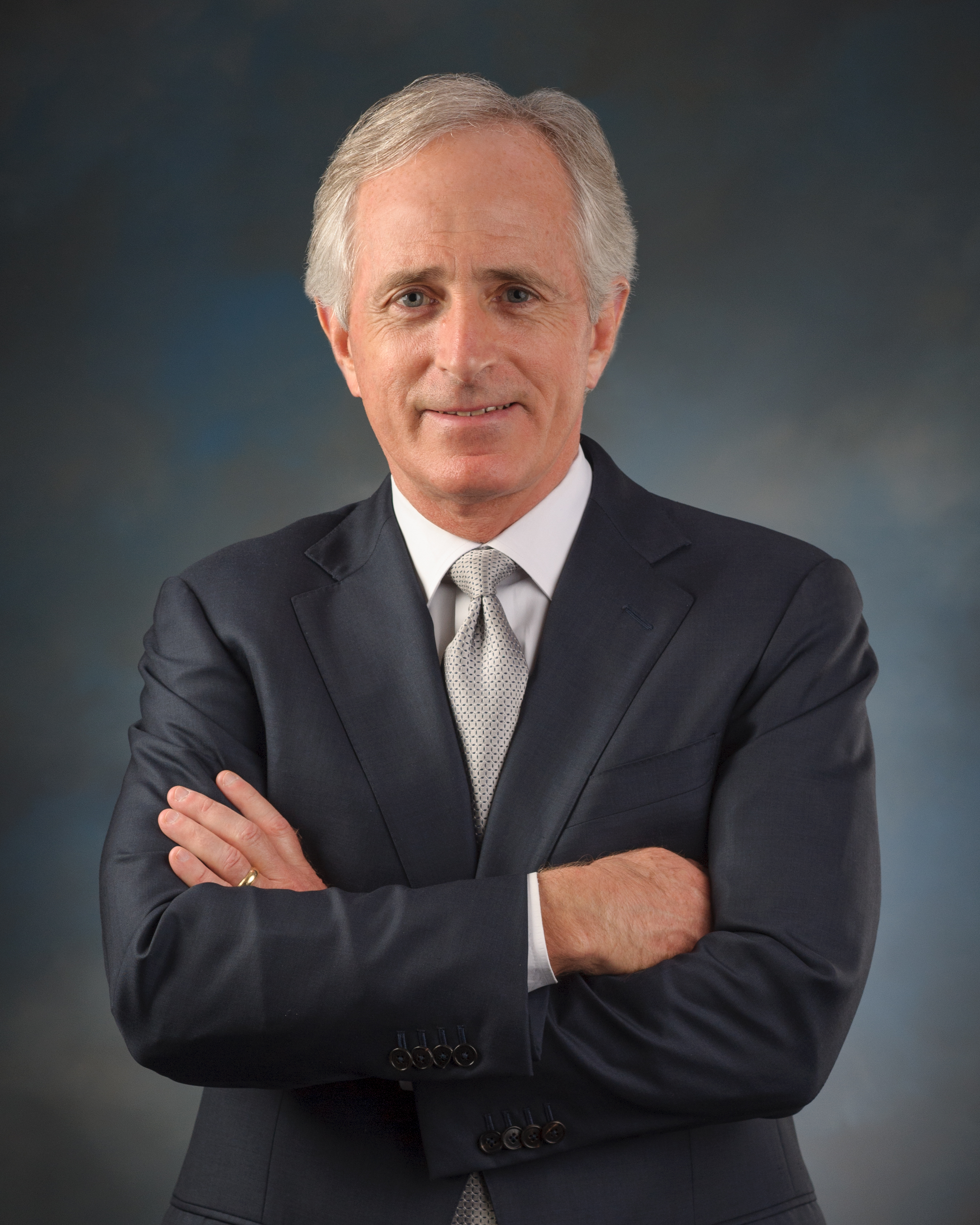
Bob Corker

Robert Phillips ('Bob') Corker jr. (Orangeburg, 24 augustus 1952) is een Amerikaanse zakenman en politicus. Hij is een vooraanstaand lid van de Republikeinse partij en was van 2007 tot 2019 senator voor de staat Tennessee. In die periode fungeerde hij als voorzitter van de Senaatscommissie voor Buitenlandse Betrekkingen sinds 2012. Corker deed niet mee aan de senaatsverkiezingen in 2018 en is opgevolgd door Marsha Blackburn.

## Levensloop
Corker werd geboren in Orangeburg (South Carolina), als zoon van Robert Phillips Corker en Jean Hutto. Het gezin verhuisde naar Tennessee toen hij 11 jaar was. Na de Chattanooga High School behaalde hij in 1974 zijn bachelor Industrieel Management aan de University of Tennessee in Knoxville.
Hij is lid van de Sigma Chi-broederschap. Hier raakte hij bevriend met Cleveland Browns-eigenaar Jim Haslam, de broer van de gouverneur van Tennessee, Bill Haslam.
Als twintiger nam hij deel aan een missiereis naar Haïti, die hem inspireerde om actiever te worden in zijn geboortestreek. Teruggekeerd hielp hij bij de stichting van de Chattanooga Neighborhood Enterprise, een non-profitorganisatie die sinds 1986 duizenden inwoners van Tennessee van hypotheken tegen lage rente en cursussen woningonderhoud heeft voorzien.
Corker en zijn vrouw Elizabeth, die hij op 10 januari 1987 huwde, hebben twee dochters. Het gezin bewoont de Anne Haven Mansion, gebouwd door de Coca-Cola Bottling Company-erfgenamen Anne Lupton en Frank Harrison.

## Carrière
In 1978 richtte Corker een bouwbedrijf op, dat hij verkocht in 1990. Hij kandideerde in 1994 als senator voor Tennessee, maar werd verslagen door de latere leider van de Republikeinse meerderheid in de Senaat, Bill Frist.
Van 1995 tot 1996 was Corker financieel commissaris van de staat Tennessee. Later verwierf hij twee van de grootste vastgoedondernemingen in Chattanooga, alvorens in 2000 te worden verkozen tot de burgemeester van Chattanooga. Hij vervulde deze functie gedurende een termijn, van 2001 tot 2005.
Nadat Bill Frist zijn terugtreden had aangekondigd, stelde Corker zich in 2006 opnieuw kandidaat als senator. Hij versloeg de Democratische kandidaat Harold Ford jr. in de algemene verkiezing met 51% van de stemmen. In 2012 werd hij herkozen nadat hij de Democratische kandidaat Mark E. Clayton had verslagen met 65 tegen 30% van de stemmen. Nadat de Republikeinen in 2014 de meerderheid in de Senaat hadden herwonnen, werd Corker in 2015 verkozen tot voorzitter van de Commissie voor Buitenlandse betrekkingen. In 2016 werd hij opnieuw herkozen in de Senaat.
Eind september 2017 kondigde Corker aan zich niet meer herkiesbaar te stellen. Dit gaf hem mede de gelegenheid om zich te manifesteren als de meest kritische Republikein in het Capitool, die steekhoudende kritiek durft uit te oefenen op het functioneren van president Trump.
In 2017 bekritiseerde Corker president Trumps provocerende tweets tegen Noord-Korea als impulsief. Hij zei: "Velen denken dat het over een goede agent tegen kwade agent-wedstrijd gaat, maar dat klopt niet." Hij sprak voorts zijn bezorgdheid uit dat Trumps roekeloze gedrag op het pad naar een Derde Wereldoorlog zou kunnen leiden. Kritieken als deze op de president vanuit de eigen partij zijn hoogst ongebruikelijk. Corkers uitlatingen ontmoetten geen tegenspraak. Republikeinen bleken met hem in te stemmen.
In augustus 2017 liet senator Corker zich ook al misprijzend uit over Trump, na de racistische rellen in Charlottesville: "Trump is niet in staat de stabiliteit noch iets van de competentie, die hij moet laten zien om succesvol te zijn. Hij heeft niet aangetoond dat hij begrijpt wat deze natie groot gemaakt heeft en wat deze nu voorstelt. Hij behoort de karaktertrekken te tonen van een president die dat begrijpt."
Zonder president Trump bij naam te noemen, verklaarde Corker begin oktober 2017 dat "dankzij drie kabinetsleden, te weten minister van Buitenlandse Zaken Rex Tillerson, minister van Defensie James Mattis en stafchef van het Witte Huis John Kelly de Verenigde Staten voor chaos worden behoed".
Op 24 oktober 2017 liet hij zijn kritiek de vrije loop in de wandelgangen van het Capitool tegen een journalist van CNN:"De president heeft een probleem met de waarheid en dat weten de meeste wereldleiders ook". "Hij is geen rolmodel voor jonge Amerikanen, het is rampzalig voor hen om te zien hoe deze president optreedt."
Op 2 december 2017 was Corker de enige Republikein in de Senaat, die tegen het - door president Trump geïnstigeerde - en met 51 tegen 49 stemmen aangenomen Grote Herzieningsplan voor de Belastingen stemde.
Voor hem betekende de door het Budget Office berekende extra overheidsschuld van 1.400 miljard een onaanvaardbare verdieping van de schuld voor toekomstige generaties.
- National Archives and Records Administration: 199530269
- Nationale Bibliotheek van Polen: a0000002871969
- SNAC: w632348t
- Biographical Directory of the United States Congress: C001071
- Virtual International Authority File: 9876147270490135700000